# Allium melitense
Allium melitense  (лат.) — вид однодольных растений рода Лук (Allium) семейства Амариллисовые (Amaryllidaceae). Впервые был описан под таксономическим названием Allium ampeloprasum var. melitense Sommier & Caruana ex Borgbasionym; в 1950 году был выделен в отдельный вид растений.
Вид признаётся не всеми исследователями, и иногда считается синонимом Allium ampeloprasum.

## Распространение
Эндемик Мальты, встречающийся на нескольких участках на острове Гоцо.
Растёт в каменистых степях и в долинах, преимущественно прибрежных.

## Ботаническое описание
Луковичный геофит.
Многолетнее растение высотой 20—30 см.
Цветёт с мая по июль.

## Охранный статус
Был занесён в Красную книгу Мальты (1989) как уязвимый вид.